# Дрізд перуанський
Дрізд перуанський (Turdus maranonicus) — вид горобцеподібних птахів родини дроздових (Turdidae). Мешкає в Еквадорі і Перу.

## Опис
Довжина птаха становить 21,5 см. Верхня частина тіла коричнева, легко поцяткована темним лускоподібним візерунком. Нижня частина тіла біла, груди і боки поцятковані темно-коричневими плямками. Дзьоб зеленувато-сірий, лапи сірі. Виду не притаманний статевий диморфізм. У молодих птахів верхня частина тіла поцяткована попелясто-оранжевими плямками, на плечах оранжеві плямками.

## Поширення і екологія
Перуанські дрозди мешкають на крайньому півдні Еквадору (Самора-Чинчипе) та у верхів'ях Мараньйону на півночі Перу (Кахамарка, Ла-Лібертад, П'юра). Вони живуть в сухих і вологих тропічних лісах, в сухих чагарникових заростях, на плантаціях і в садах. Зустрічаються на висоті від 200 до 2000 м над рівнем моря, в Еквадорі переважно на висоті від 650 до 1650 м над рівнем моря. 
Перуанські дрозди є видом-хазяїном шкірного паразита Myrsidea indigenella